# Petinha-rosada
Petinha-rosada (Anthus roseatus) é uma espécie de ave da família Passeridae.
Pode ser encontrada nos seguintes países: Afeganistão, Bangladesh, Butão, China, Índia, Coreia do Sul, Myanmar, Nepal, Paquistão, Tailândia e Vietname.